# Die Legenden vom Traumhändler
Die Legenden vom Traumhändler (auch The Tale Of the Child Pedlar) ist ein Manhwa der koreanischen Zeichnerin Lee Jeong-a, in dem diese bekannte Märchen der Brüder Grimm und von Hans Christian Andersen neu interpretiert. Zentrale Figur ist dabei der Traumhändler, der die Märchen in eine neue Richtung lenkt. Der bislang etwa 850 Seiten umfassende Manhwa, der seit 2004 erscheint, ist ursprünglich für jugendliche Mädchen konzipiert worden, lässt sich also der Seongin-Gattung zuordnen.

## Handlung
In Dornröschen ist die Königin unglücklich über ihre Ehe, weil der König sich lieber in seinem Kunstatelier aufhält und Skulpturen erstellt, statt sich um Nachwuchs zu bemühen. Daraufhin erhält die Königin vom Traumhändler eine Pille, mit der sie sich ein Wunschkind erschafft. Dornröschen wird geboren und der König ist von dem Kind so begeistert, dass er sich nur noch um sie kümmert. Als ein Fluch ausgesprochen wird, der Dornröschens hundertjährigen Schlaf prophezeit, lässt er alle Spinnräder im Land vernichten. Als Dornröschen jedoch 15 ist und sich erste Verehrer einstellen, wird er eifersüchtig. Er erinnert sich an den Fluch und ein teuflischer Plan geht im durch den Kopf.
In Hänsel und Gretel verirren sich die Kinder im Wald und treffen auf das Haus des Traumhändlers, in dem sie sich schließlich einnisten. Doch der Traumhändler muss bald erkennen, dass die Kinder nicht so unschuldig sind, wie es den Anschein hat.
Anschließend trifft der Traumhändler auf die kleine Meerjungfrau, mit der er eine Wette abschließt. Wenn es ihr gelingt, ohne ihre betörende Stimme den Prinzen innerhalb von 15 Tagen zu erobern, darf sie die menschlichen Beine, die der Traumhändler ihr beschafft, behalten. Gelingt es ihr nicht, dann zerfällt sie zu Schaum. Die Meerjungfrau willigt ein, doch den Prinzen zu erobern, ist nicht so einfach wie gedacht, da er sich scheinbar nicht für Frauen interessiert.
In Rotkäppchen lebt selbige bei der Stiefmutter, die allerdings das Kind nicht sonderlich mag und lieber ihre eigenen Kinder bevorzugt, während sie Rotkäppchen selber immer niedermacht. Um sie loszuwerden, schickt die Stiefmutter das Mädchen in den Wald zur Großmutter und gibt ihm einen Korb mit Essen mit. Da der Weg dorthin sehr lang ist, gibt sie auch Rotkäppchen was für unterwegs zum Essen mit, doch das Essen ist vergiftet.
Anschließend soll ein arroganter junger Kronprinz von einer armen Schneiderin das Krönungsgewand geschneidert bekommen. Doch er fühlt sich von der Schneiderin beleidigt und versucht, ihre Bemühungen zu vereiteln, indem er heimlich ihre Arbeit immer wieder sabotiert. Die Schneiderin gibt nicht auf, Des Kaisers neue Kleider zu schneidern, was langsam zu einem Umdenken beim Kronprinzen führt.
Danach findet ein junger Mann eine Marthago-Katze. Dies ist eine Katze, die einen Herren nur dann akzeptiert, wenn er ihre wahre (menschliche) Gestalt sehen kann. Und dann erfüllt sie ihm drei Wünsche. Doch die Erfüllung des dritten Wunsches bedeutet den Tod des Wünschers.
Die hübsche Tochter eines angeberischen Müllers soll Stroh in Gold spinnen, was sie aber nicht kann. Drei Tage hat sie dafür Zeit, sonst wird sie hingerichtet. Der kleine Elf Rumpelstilzchen, der sich in sie verliebt hat, will ihr jedoch helfen. Als Bedingung für seine Hilfe soll sie ihn heiraten.
Eine Schülerin beschwört aus Versehen den Dämonen Barbatos und wird diesen nicht mehr los.

## Veröffentlichungen
Der Manhwa erscheint in Südkorea seit 2004 in Einzelkapiteln im Comicmagazin Sugar des Verlages Seoul Cultural Publishers. Dieser bringt die Einzelkapitel seit Februar 2005 auch in Sammelbänden heraus, von denen bislang vier veröffentlicht worden sind.
In Deutschland bringt Tokyopop die Sammelbände seit Mai 2007 heraus. Bisher liegen sechs Bände in deutscher Übersetzung vor.